# Henoch Gutman
Henoch Gutman (ur. 1919 w Łodzi, zm. 1943) – polski działacz konspiracji żydowskiej w trakcie II wojny światowej, dowódca grupy bojowej w trakcie powstania w getcie warszawskim.

## Życiorys
Pochodził z łódzkich Bałut. Przed wojną należał do organizacji Jidisze Socjalistisze Arbeter Jungt „Frajhajt”. W trakcie okupacji niemieckiej przebywał w getcie warszawskim, gdzie związany był z komuną chalucową przy ul. Dzielnej 34. W lecie 1942 był w grupie drorowców, która podjęła próbę wyjazdu do Werbkowic koło Hrubieszowa (większość została aresztowana w drodze i zamordowana). W sierpniu 1942 dokonał także nieudanego zamachu na Mieczysława Szmerlinga – komendanta Umschlagplatzu. Był uczestnikiem pierwszych walk z Niemcami w getcie w styczniu 1943 roku. Podczas powstania w getcie warszawskim dowodził oddziałem na terenie szopu szczotkarzy. Został ciężko ranny 2 maja, prawdopodobnie w walkach o bunkier przy ul. Franciszkańskiej 30. Okoliczności jego śmierci nie są znane. 